# Ophiorrhiza rhodoneura
Ophiorrhiza rhodoneura är en måreväxtart som beskrevs av Hsien Shui Lo. Ophiorrhiza rhodoneura ingår i släktet Ophiorrhiza och familjen måreväxter. Inga underarter finns listade i Catalogue of Life.